# Malîi Oleksîn (Șpaniv), Rivne
Malîi Oleksîn (în ucraineană Малий Олексин) este un sat în comuna Șpaniv din raionul Rivne, regiunea Rivne, Ucraina.

## Demografie
Componența lingvistică a localității Malîi Oleksîn
     Ucraineană (98,75%)
     Rusă (1,25%)
Conform recensământului din 2001, majoritatea populației localității Malîi Oleksîn era vorbitoare de ucraineană (98,75%), existând în minoritate și vorbitori de rusă (1,25%).